# Am 19. Juli 1870 (König Wilhelm am Sarkophag seiner Mutter)
Am 19. Juli 1870 (König Wilhelm am Sarkophag seiner Mutter) ist ein Historiengemälde von Anton von Werner aus dem Jahr 1881. Es stellt den preußischen König und späteren ersten deutschen Kaiser Wilhelm I. am Schmuckgrabmal seiner am 19. Juli 1810 verstorbenen Mutter Luise dar. Anton von Werner war bei dem dargestellten Moment am 19. Juli 1870 nicht als Augenzeuge im Mausoleum, inszenierte aber nachträglich Wilhelms Besuch im Mausoleum im Sinne des Luise-Mythos. Da das historische Ereignis zufällig am Tag der französischen Kriegserklärung stattfand, diente das Bild auch einer propagandistischen Rechtfertigung des Deutsch-Französischen Krieges. Es stellt den Waffengang des Königs als familiären Racheakt und vermeintlich heilige Pflichterfüllung dar. Das Gemälde betonte ebenso Kontinuitäten zu den Befreiungskriegen gegen Napoleon.
Es war ein Geschenk des Breslauer Stadtrats Heinrich von Korn an das Schlesische Museum der Bildenden Künste, befindet sich heute aber im Nationalmuseum Warschau.

## Bildbeschreibung
Das Gemälde zeigt König Wilhelm im Innenraum des Charlottenburger Mausoleums. Der Altar befindet sich auf der linken Seite und der Übergang zur Vorhalle am rechten Bildrand, begrenzt durch zwei dunkle Säulen. Sie sind, wie der ganze Innenraum, in einem klassizistischen Stil gehalten. Der Monarch hat einen Platz gewählt, bei dem er den Kenotaph der Königin Luise ansehen kann. Deren Scheingrab ist ein Werk des Bildhauers Christian Daniel Rauch und enthält selbst nicht die sterblichen Überreste der Königin. Deren Körper wurde in der Gruft eine Etage tiefer beigesetzt. Die liegende Figur der Königin war nach damaliger Wahrnehmung ein Symbol für die „Unterdrückung Preußens durch Frankreich“, so der Kunsthistoriker Dominik Bartmann. Bei der Grabfigur deutlich erkennbar ist der Faltenwurf ihres steinernen Sterbegewandes. Die in Marmor gehauene Königin dreht den Kopf zu der Grabskulptur ihres Mannes. Das Wappen am Sockel zeigt den preußischen Adler mit Krone.
Der König neigt andächtig den Kopf nach unten, womit Anton von Werner nach eigener Aussage suggerieren wollte, dass Wilhelm in ein Gebet vertieft sei. Der Monarch steht seitlich neben dem Fußende von Luises Kenotaph. Das Scheingrab Friedrich Wilhelms III., seines Vaters, steht dagegen verschattet im Hintergrund. Die Sicht auf das väterliche Schmuckgrab wird teilweise von Luises Kenotaph verdeckt. Die beiden Gräber sind so angeordnet, dass sie auf den Altar hin ausgerichtet sind. Der König trägt Uniform und hält barhäuptig seine Pickelhaube in der rechten Hand. Über dem Fries an der hinteren Wand befinden sich fünf kleine Fenster. Sie geben den Blick auf eine üppige Vegetation draußen frei. Das Sonnenlicht aus den Fenstern fällt genau auf das Gesicht und den Oberkörper der Luise-Figur, aber auch auf den Altar. Es hebt vor allem die Darstellung der Königin in dem ansonsten recht dunkel gehaltenen Innenraum hervor. Von der rechten Seite leuchtet bläuliches Licht von der im Bild nicht sichtbaren Vorhalle in den Innenraum mit den Gräbern hinein. Links im Bild befinden sich Blumenarrangements, die beidseitig die aus hellem Stein bestehenden Altarstufen rahmen. Die Blumen tragen überwiegend rote und rosafarbene Blüten.

## Hintergrund, Entstehung und Provenienz

### Der Maler und das historische Ereignis
Der Maler des Bildes war Anton von Werner. Er schuf vor allem großformatige Historiengemälde mit Motiven aus der Reichsgründungszeit, zu denen auch das Bild Am 19. Juli 1870 gezählt werden kann. Die Bilder zeigten auf sehr detaillierte, fast fotografisch anmutende Weise selbst Nebensächlichkeiten. Zu seinem Hauptwerk gehören die verschiedenen Versionen der Proklamierung des deutschen Kaiserreiches (18. Januar 1871). Trotz seiner konservativ anmutenden Gemälde hatte Anton von Werner eine bürgerlich-liberale Einstellung. Er gehörte noch in den frühen 1860er Jahren der Deutschen Fortschrittspartei an, die in Opposition zur Politik Bismarcks und Wilhelms I. stand. Auch aus Enttäuschung über die mangelnde Reformbereitschaft der preußischen Staatsführung setzte von Werner seine an der Berliner Akademie begonnene Ausbildung an der Kunstschule im liberaleren Karlsruhe fort. Mit dem für Preußen siegreichen Krieg von 1866 begann sich jedoch seine Einstellung zu ändern. Er bedauerte nun plötzlich, keinen Militärdienst für Preußen geleistet zu haben. Angesichts des entstehenden Norddeutschen Bundes äußerte sich von Werner in Briefen an seine Eltern zunehmend wohlwollend über Bismarck. Er wahrte als Direktor der Berliner Akademie gegenüber dem königlich-kaiserlichen Hof in Berlin zwar immer noch eine gewisse Unabhängigkeit, durch seine Spezialisierung auf fürstliche und bürgerliche Repräsentationskunst war er jedoch, so der Kunsthistorikers Thomas W. Gaehtgens, dazu gezwungen, „seine künstlerischen Vorstellungen“ den Erwartungen „der Herrschenden anzupassen“.

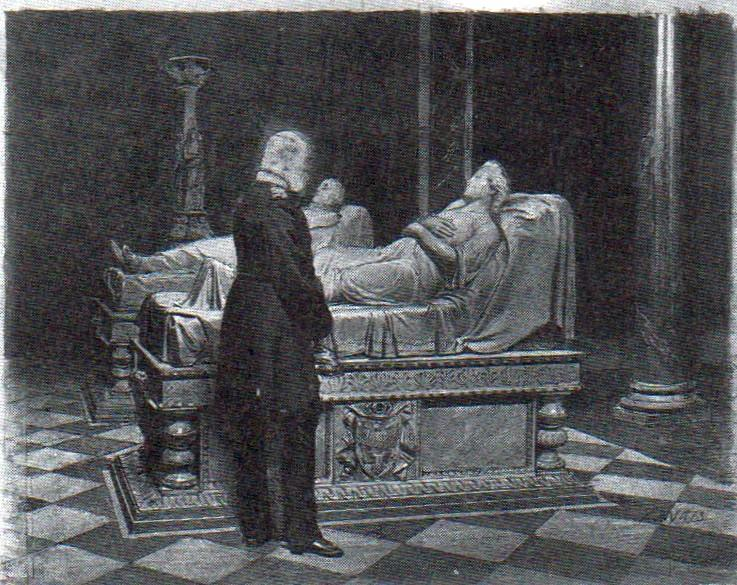
Die frühe Vorstudie zum späteren Gemälde, 1873, Bleistift und Kreide auf Papier, 44 × 58,50 cm, aufbewahrt in Schloss Charlottenburg

Bei dem im Gemälde dargestellten Moment – dem 19. Juli 1870 – war Anton von Werner nicht vor Ort anwesend. Die am 19. Juli 1870 vor dem Mausoleum Versammelten durften das Mausoleum erst betreten, nachdem der König, sein Sohn und sein Bruder Carl es verlassen hatten. Schon am Folgetag schrieb die Neue Preußische Zeitung, dass „der Tod Königin Luises damals seine Sühne fand in der Befreiung des geknechteten Deutschlands“. Sämtliche Zeitschriften und Zeitungen im Norddeutschen Bund – überwiegend konservative, aber teils auch liberale Blätter – stimmten in einen ähnlichen Chor ein. Der Kunsthistoriker Philipp Demandt meint, dass das Gemälde erst durch das „das Wissen um den Ausgang der Geschichte“ entstanden sei und den Höhepunkt des Kultes um die preußische Königin Luise darstelle. Da die Öffentlichkeit von dem eigentlichen Geschehen im Mausoleum ausgeschlossen blieb, bestand insbesondere nach der deutschen Reichsgründung eine große Nachfrage an bildlichen Darstellungen. Anton von Werner erinnerte sich laut eigener Aussage „eine Szene […] schon […] für ein Werk über den Krieg von 1870/71 als Illustration“ gezeichnet zu haben. Im Jahr 1873 fertigte er eine frühe Vorstudie des späteren Gemäldes an: Werner sparte auf diesem Entwurf noch den Altar aus, wodurch die religiös aufgeladene Botschaft des Innenraumes noch nicht so zum Tragen kam wie in dem späteren Gemälde. Die eigentliche Ausführung des Gemäldes zog sich hin. Erst aus Anlass einer Kunstausstellung 1881 in Berlin malte Werner das großformatige Gemälde. Es zeigte – wie er in seiner 1913 veröffentlichten Schrift Eindrücke und Erlebnisse festhielt – den „König Wilhelm am 19. Juli 1870, dem Tage, bevor er zur Armee abging, am Sarkophage der Königin Luise im Mausoleum in Charlottenburg im Gebet versunken“. Von Werner irrte sich bei dem genauen historischen Datum der Abreise. Tatsächlich brach Wilhelm I. erst am 31. Juli 1870 Richtung Kriegsfront auf.

### Luisen-Mythos

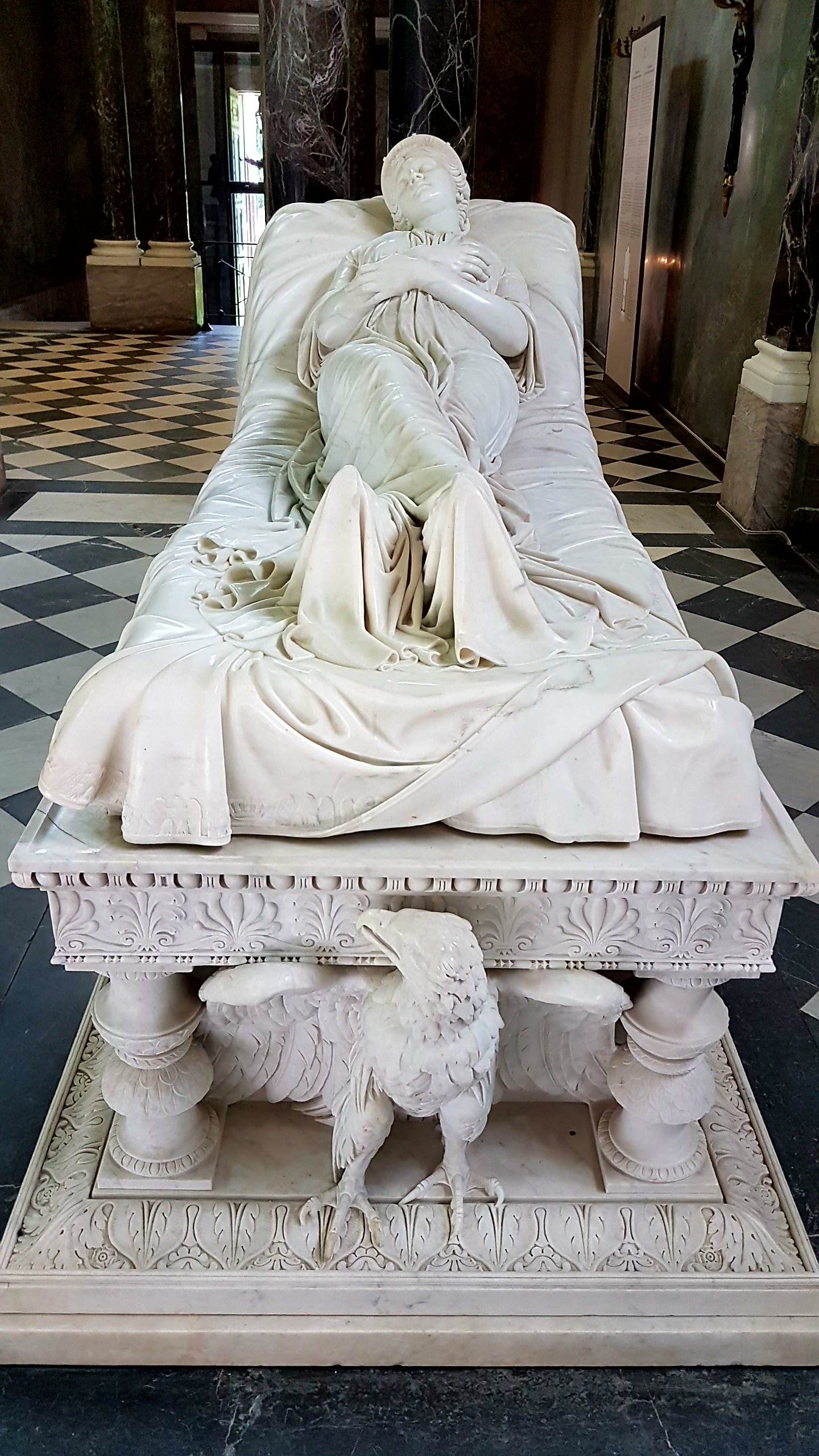
Grabmal der Königin Luise von Preußen

Um die Person der Königin Luise hatten Staat und Medien bereits zu Lebzeiten einen Mythos forciert. Er beruhte auf der im Bürgertum weit verbreiteten Vorstellung der „alles erduldenden, fürsorglichen Ehefrau und Mutter“ und gewann nach Luises Tod und nochmals kurz vor der deutschen Reichsgründung an besonderer Bedeutung. Luise starb am 19. Juli 1810, als Prinz Wilhelm – der spätere deutsche Kaiser – 13 Jahre alt war. Das Gedenken an die Monarchin nutzte Wilhelm am 19. Juli 1870 bei Ausbruch des Deutsch-Französischen Krieges symbolpolitisch: Er besuchte am Tag der französischen Kriegserklärung an Preußen, die zufällig genau auf Luises sechzigsten Todestag fiel, das Mausoleum seiner Mutter im Schlosspark Charlottenburg. Damit knüpfte der König an das Narrativ an, dem zufolge die politische Degradierung Preußens durch Napoleon I. für Luises frühen Tod verantwortlich gewesen sei und an Frankreich gerächt werden müsse. Die Wirkmacht des Luise-Mythos war darauf zurückzuführen, dass Napoleon der preußischen Königin in Tilsit 1807 bei einem persönlichen Treffen keine milderen Friedensbedingungen zugestand. Der im Vierten Koalitionskrieg siegreiche französische Kaiser beleidigte damit nach damaliger diplomatischer Auffassung rückblickend die Königin schwer. Ihr Kummer darüber habe zu ihrem frühen Tod geführt. Als vergleichbare Ehrverletzung des Herrscherhauses erschien die von Wilhelm 1870 zurückgewiesene Forderung der französischen Regierung, für alle Zeiten die Thronbesteigung eines Hohenzollern-Prinzen in Spanien auszuschließen. Die Analogie schien zeitgenössisch schlüssig, denn die neuerliche ‚Kränkung‘ schien diesmal von Napoleons Neffen, Napoleon III., auszugehen und anstelle der Mutter den vermeintlich schuldlosen Sohn zu treffen. Bilder von Wilhelms Aufenthalt im Mausoleum hoben daher ein angebliches „Zwiegespräch zwischen Mutter und Sohn“ hervor. Tatsächlich war aber auch noch Wilhelms Sohn Friedrich Wilhelm – der spätere Kaiser Friedrich III. – ebenfalls am Grab anwesend. Der Prinz taucht aber im Gegensatz zu Wilhelm auf den Gemälden und Zeichnungen der Mausoleums-Szene fast nie auf.
Luise war bereits im Alter von 34 Jahren gestorben, zu einem Zeitpunkt, an welchem Napoleon I. noch auf dem Höhepunkt seiner Macht war. Ihr früher Tod wurde daher nachträglich als eine Art politisches Martyrium gedeutet und verband sich nach dem preußischen Waffenerfolg 1870/1871 mit der Legende ihres Sohnes als „siegreichem Heldenkaiser“. Aus dynastischer Perspektive war diese Deutung der preußisch-deutschen Geschichte nützlich, denn sie überspielte die sichtbaren familiären Spannungen zwischen Wilhelm und seiner Ehefrau Augusta. Mit der inszenierten Mutter-Sohn-Beziehung konnte die Monarchie dem damals vorherrschenden bürgerlichen Ideal eines harmonischen Familienlebens propagandistisch Rechnung ragen. Nach Einschätzung des Historikers Frank Lorenz Müller stellten viele Bilder gezielt „die angeblich innige Beziehung des Prinzen zu seiner Mutter“ dar. Populär war insbesondere die Anekdote, Wilhelm habe Luise Kränze aus Kornblumen geschenkt und damit versucht, die unter der Niederlage gegen Napoleon leidende Mutter wieder aufzuheitern. Wilhelms Vater, König Friedrich Wilhelm III., besuchte Luises Grabmal kurz nach einer schweren militärischen Niederlage Napoleons. In Folge der Völkerschlacht bei Leipzig 1813 musste sich der französische Kaiser hinter den Rhein zurückziehen. Der von Wilhelm 1870 wiederholte Gang zum Mausoleum seiner Mutter sollte daher den neuen Krieg mit Frankreich in eine Kontinuität zu den sogenannten Befreiungskriegen setzen.

### Provenienz und künstlerische Weiterverarbeitung ab 1882
Das Bild wurde von dem Breslauer Stadtrat und Verleger Heinrich von Korn aufgekauft und war aus Anlass des 150-jährigen Bestehens seines Verlages, des Bergstadtverlags Wilhelm Gottlieb Korn, im Jahr 1882 ein Geschenk an das Schlesische Museum der Bildenden Künste in Breslau. Von Korn saß damals als Vorsitzender im Kuratorium des Museums. Der Militärmaler Wilhelm Camphausen verbreitete schon 1898 eine Schwarz-Weiß-Reproduktion von Werners Gemälde. Die Darstellung reiht sich auf einem Blatt mit dem Titel Vergeltung in eine Reihe von historischen Bildern ein: Oben links beginnt sie mit einer Darstellung von Luises Napoleon-Treffen in Tilsit 1807 und der Begegnung von Wilhelm I. und Napoleon III. nach der für Preußen siegreichen Schlacht von Sedan 1870. Werners Bild wurde durch zahlreiche Holzstich-Kopien einem breiteren Publikum bekannt. Das Schlesische Museum der Bildenden Künste in Breslau gab etwa zwischen 1913 und 1918 entsprechende Ansichtskarten heraus.

## Deutung
Frank Becker attestiert dem Bild eine geschickte Inszenierung des Kriegsbeginnes. Wilhelm trete recht demütig und bescheiden auf. Auf diese Weise werde suggeriert, dass er nur „seine Pflicht erfüllt, wenn er, wie einstmals seine Eltern, die Zumutungen des Feindes zurückweist.“ Er tritt nicht als Angreifer in Erscheinung, sondern hole sich bildungsbürgerlichen Erwartungen folgend „den Segen der Eltern“ ein. Gleichzeitig würden Pickelhaube und Uniform den König als Feldherrn ausweisen, der gut vorbereitet in den Krieg zieht. Der Lichteinfall bekräftige eine „spirituelle Dimension des Dialogs zwischen Mutter und Sohn“. Dominik Bartmann wertet die sakral anmutende Atmosphäre des Bildes als Mittel einer Stilisierung eines vermeintlich kommenden „heiligen Krieges gegen den Erbfeind“ Frankreich. Am Fries unterhalb der Fenster des Mausoleums prangt dazu eine biblische Inschrift, die göttlichen Beistand beschwört: „ES SOLLEN WOHL BERGE WEICHEN UND HUEGEL HINFALLEN ABER MEINE GNADE SOLL NICHT VON DIR WEICHEN / UND DER BUND MEINES FRIEDENS SOLL NICHT HINFALLEN SPRICHT DER HERR DEIN ERBARMER“. Der Kunsthistoriker Philipp Demandt befindet, dass es von Werner gelingt, der steinernen Luise „durch das reiche Spiel von Licht und Schatten“ etwas Leben einzuhauchen. Obwohl „in kalten Stein gemeißelt“, entstehe der Eindruck einer nur „schlafenden Gestalt“, mit welcher der König in Kontakt treten könne. Das auf den Oberkörper scheinende Licht und der Übergang zum Schatten bei den Beinen bringe eine Unsicherheit zwischen lebendiger Präsenz und sterblicher Absenz hervor. Von Werner spiele auch mit einem von rechts oben einfallenden bläulichen Licht, das von einer im Bild nicht zu sehenden Laterne aus dem Vorraum des Mausoleums kommt. Der dadurch hervorgerufene Eindruck passe zu der unwirklichen Atmosphäre und dem „Zwiegespräch von Mutter und Kind jenseits der Grenzen irdischer Existenz.“ Demandt lobt an dem Bild, dass es „wenig zu zeigen vorgab“, aber „doch ein Sinnbild des Revanchismus“ und des dynastischen Ahnenkultes sei. Der Politikwissenschaftler Herfried Münkler meint, das Bild solle verdeutlichen, wie sehr „Ablauf und Entscheidungen […] eine Angelegenheit der Hohenzollernfamilie“ sei. Dies müsse vor dem Hintergrund gesehen werden, dass es eigentlich der preußische Ministerpräsident und Kanzler des Norddeutschen Bundes, Otto von Bismarck, war, „der diesen Krieg mit Raffinement und Zielstrebigkeit unvermeidlich gemacht hat“. Trotzdem sei es nun allein der König, welcher am Grab gelobe, die kriegerischen Niederlagen der napoleonischen Kriege nicht zu wiederholen.

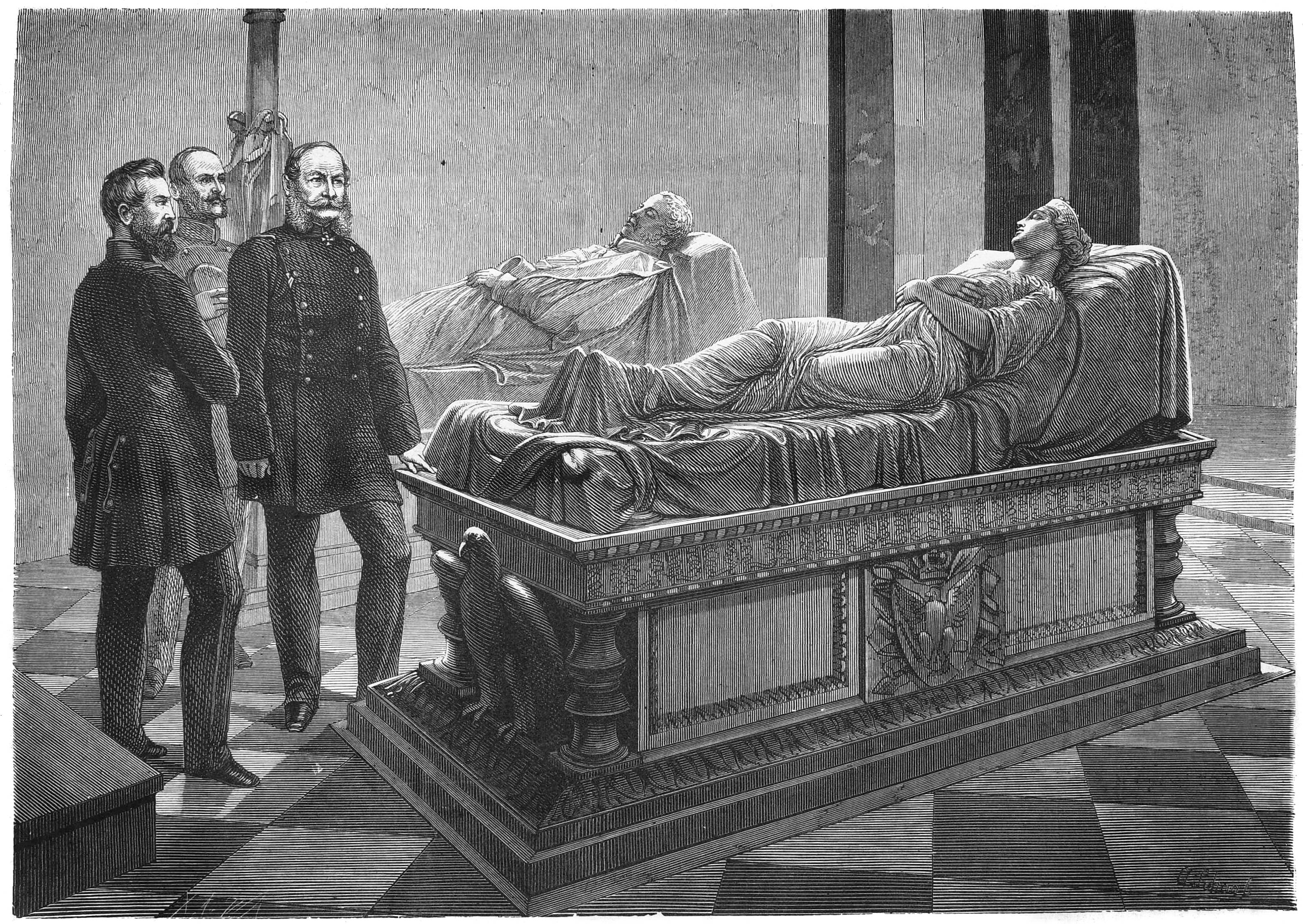
Zeichnung von A. Schaal: Am Grabe der Königin in Charlottenburg, in: Die Gartenlaube 1870, Heft 36, S. 577.

Das Bild unterscheidet sich maßgeblich von anderen früheren Abbildungen des Ereignisses. Eine Ausgabe der Zeitschrift Gartenlaube aus dem Jahr 1870 zeigte Wilhelm im Mausoleum noch in familiärer Begleitung recht profan wie den „Besucher einer Kunstausstellung“. Von Werner dagegen stellte die Szene 1881 sakral überhöht dar, nur mit dem König allein bei seiner Mutter. Der britische Historiker Mark Hewitson sieht das Bild in der Tradition von Werners Gesamtwerk. Wenn der Maler den Deutsch-Französischen Krieg darstellt, zeigt er gerade nicht die brutale Realität der Schlachten. Wilhelm wird in einer nachdenklichen Situation gezeigt, zusammen mit seiner Nationalheldin-Mutter, und zwar vor seinem Aufbruch in das baldige französische Kriegsgebiet. Auch das Gemälde Graf Moltke in seinem Arbeitszimmer von 1872 preist den Generalfeldmarschall als kulturbeflissenen Akademiker, der seinem Lehrhandwerk in einem prachtvollen holzvertäfelten Arbeitszimmer nachgeht, eine Brille trägt und sorgsam ein Schreiben studiert. Im Etappenquartier vor Paris (24. Oktober 1870) von 1894 sind die Militärs am Kamin zusammengekommen, um gemeinsam zu singen und Klavier zu spielen. Sie halten sich in einem französischen Schloss auf. Anton von Werners Bild Kriegsgefangen von 1886 zeigt die Abschiedsszene eines in Gefangenschaft gehenden französischen Soldaten, der vorher nochmal seine Frau umarmen darf.